# Джънг Ун Канг
Джънг Ун Канг (на корейски: 정은경) е южнокорейска лекарка и администраторка.
Родена е на 9 юли 1965 година в Куанджу. Завършва медицина и обществено здравеопазване в Сеулския университет. От 1995 година работи в Корейската агенция за контрол и превенция на заболяванията, която оглавява през 2017 година. Придобива международна известност през 2020 година, когато ръководи южнокорейската програма за ограничаване на Коронавирусната пандемия, смятана за една от най-ефективните в света.